# Agrodiaetus alcestis
Agrodiaetus alcestis är en fjärilsart som beskrevs av Hans Zerny 1932. Agrodiaetus alcestis ingår i släktet Agrodiaetus och familjen juvelvingar. Inga underarter finns listade i Catalogue of Life.